# Dracograllus pusilus
Dracograllus pusilus is een rondwormensoort uit de familie van de Draconematidae. De wetenschappelijke naam van de soort is voor het eerst geldig gepubliceerd in 1988 door Decraemer.